# Haus zum Rüden

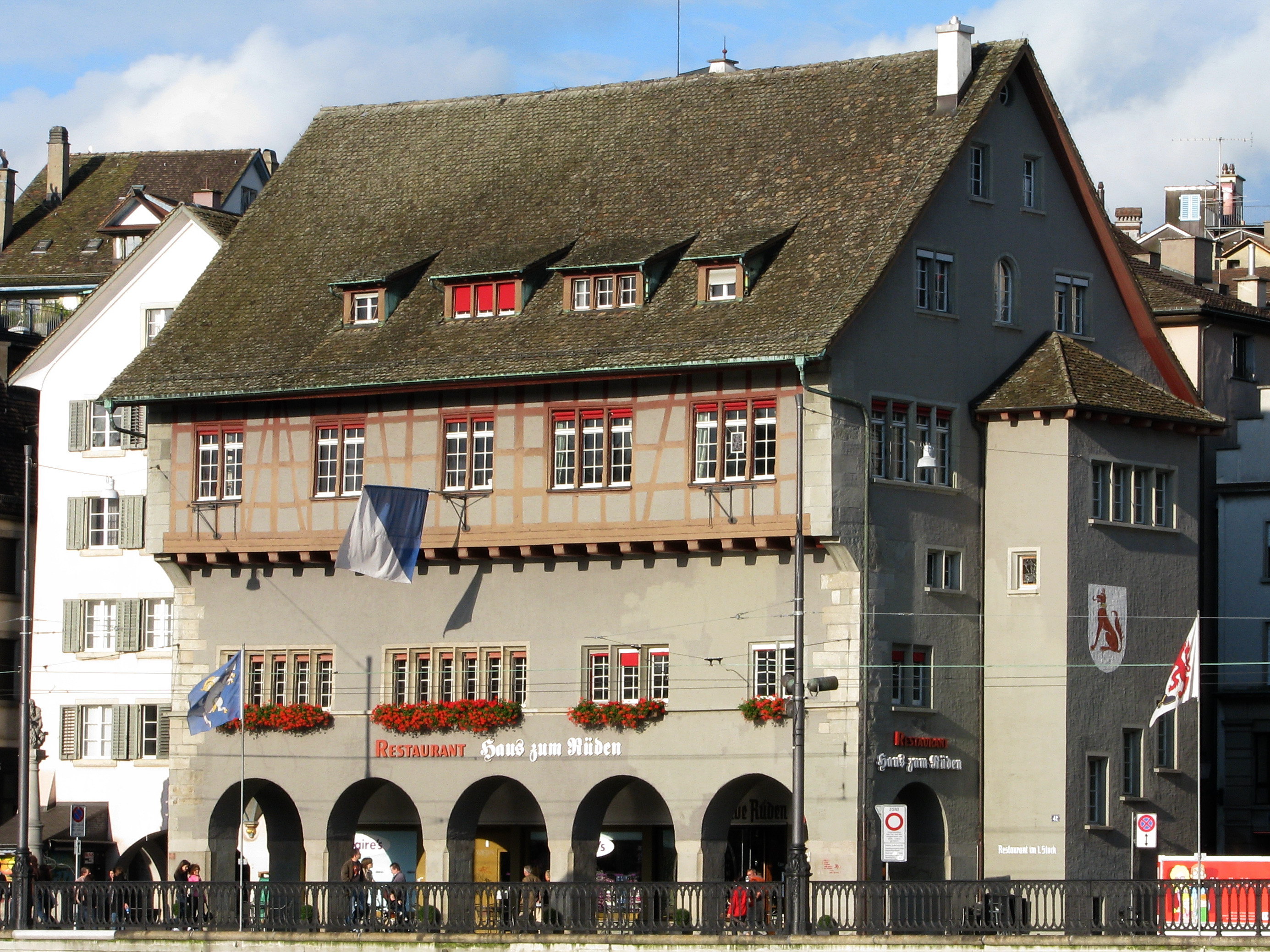
Haus «zum Rüden» am Limmatquai (2008)

Das Haus zum Rüden (auch Gesellschaftshaus zum Rüden oder einfach der Rüden genannt) ist das Versammlungshaus der Gesellschaft zur Constaffel in der Altstadt von Zürich. Freistehend und ursprünglich ganz am Wasser erbaut, springt es gegenüber den Nachbarhäusern am heutigen Limmatquai etwas vor. Mit seiner ins 14. Jahrhundert zurückreichenden Geschichte gehört es zu den historisch bedeutenden Gebäuden im Quartier Rathaus in Zürich.

## Geschichte
Ursprünglich stand das Haus «zum Rüden» direkt an der Limmat. Das Gebäude war ein sehr bescheidener Holzbau und diente der damaligen Stadtherrin, der Äbtissin des Fraumünsterstift, als «Münz», in der sie ihre Münzen schlagen ließ. Mit Beschluss des Rates wurde 1348 das mittlerweile städtische Münzhaus den Gesellen (Burschengemeinschaft), «die vormals auf dem Estrich [Trennboden] auf dem Haus der Herren von Lunkhofen getrunken haben» überlassen. Verbunden war dies mit der Auflage, dass das Erdgeschoss des damals aus Holz-Riegelwerk gebauten Gebäudes mit Steinmauern zu versehen und der Stadt zum Gebrauch zu überlassen sei – dem Zürcher Rat diente es bis 1401 auch als Rathaus. Bei diesen Gesellen dürfte es sich um eine Gruppe Adliger und reicher Kaufleute gehandelt haben, die der Constaffel angehörten. Die Stadt Zürich errichtete das Erdgeschoss, eine offene Laubenhalle, darüber zimmerte eine Gesellschaft von Edelleuten eine Trinkstube, in der von 1348 bis 1401 bisweilen auch der Große Rat mit seinen zweihundert Mitgliedern tagte. Der Hausname «zum Rüden» erscheint erstmals 1358 auf einer Zinsliste des Fraumünsters, seit 1401 ist die «Trinkstube der Herren zum Rüden» belegt.

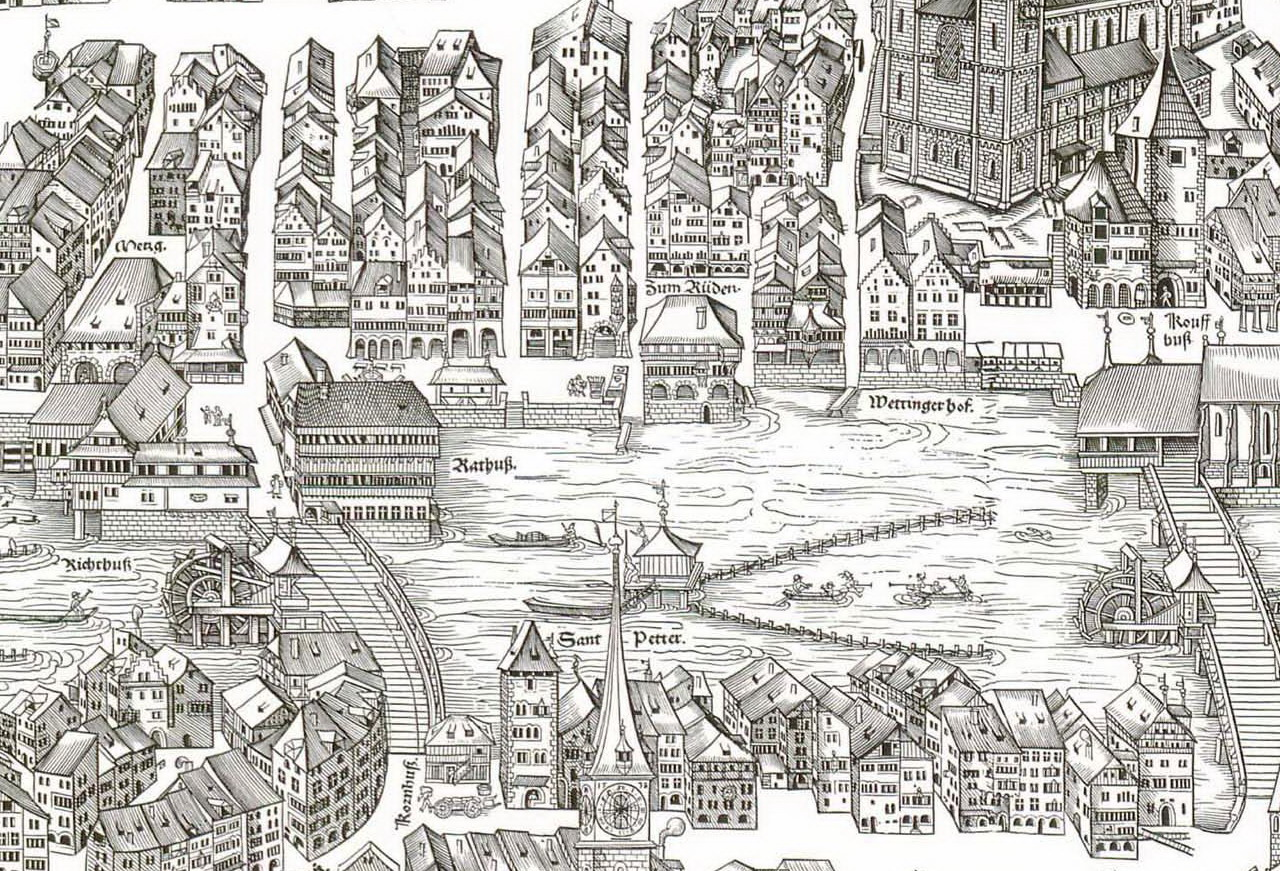
Murerplan, Ausschnitt

Auf dem Murerplan von 1576 ist das Haus direkt an der Limmat südlich des Zunfthauses zur Haue zu erkennen. Unter dem Vorbau führte die Reichsstraße der Limmat entlang. Ihre heutige Form hat die Liegenschaft vor ungefähr 300 Jahren erhalten, als das Gebäude auf seine gegenwärtige Höhe aufgestockt wurde. Vermutlich erst seither ragt das oberste Geschoss in Fachwerkbauweise auf beiden Längsseiten über die unteren, rund einen Meter dicken Hauswände vor. Seinen Namen «Rüden» verdankt das Zunfthaus einem wolfsähnlichen Jagdhund und Sinnbild des adeligen Jagdrechts, den die Constaffler als Schild- und Zunftwappen führen.
1868 verkaufte die «Adelige Gesellschaft» das Zunfthaus an die Stadt und löste sich 1878 auf. Aus der amtlichen Wahlzunft zur Constaffel hatte sich bereits um 1820 ein «lockerer, festfreudiger und trinkfester Mitgliederkreis» gebildet, der sich um 1841 zur Zunftgesellschaft formiert hatte und sich Statuten gab, den so genannten «Sechseläutenfonds». In der neuen Rechtsform als Verein entstand 1899 die heutige «Gesellschaft zur Constaffel». Diese erwarb 1937 das Haus «zum Rüden». Auf Verlangen der Stadt wurde limmatseitig ein Fußweg unter den «Bögen» erstellt, der das Erscheinungsbild des Rüden den umliegenden Häusern am Limmatquai anpasste. Des Weiteren erfolgten Außenrenovierungen durch die Gebrüder Bräm und eine Umgestaltung des Innenausbaus durch Andre Ammann, unter der Auflage, die ursprüngliche Bausubstanz im spätgotischen Stil zu erhalten und nachträgliche Umbauten zu entfernen. Beeindruckend an der sogenannten Trinkstube – der heutige Gotische Saal im gleichnamigen Restaurant – ist die prächtige, elf Meter breite gewölbte Holzdecke mit den geschnitzten Balkenköpfen und die reichhaltige Innenausstattung des Hauses mit seinem renommierten gleichnamigen Restaurant.

## Bilder

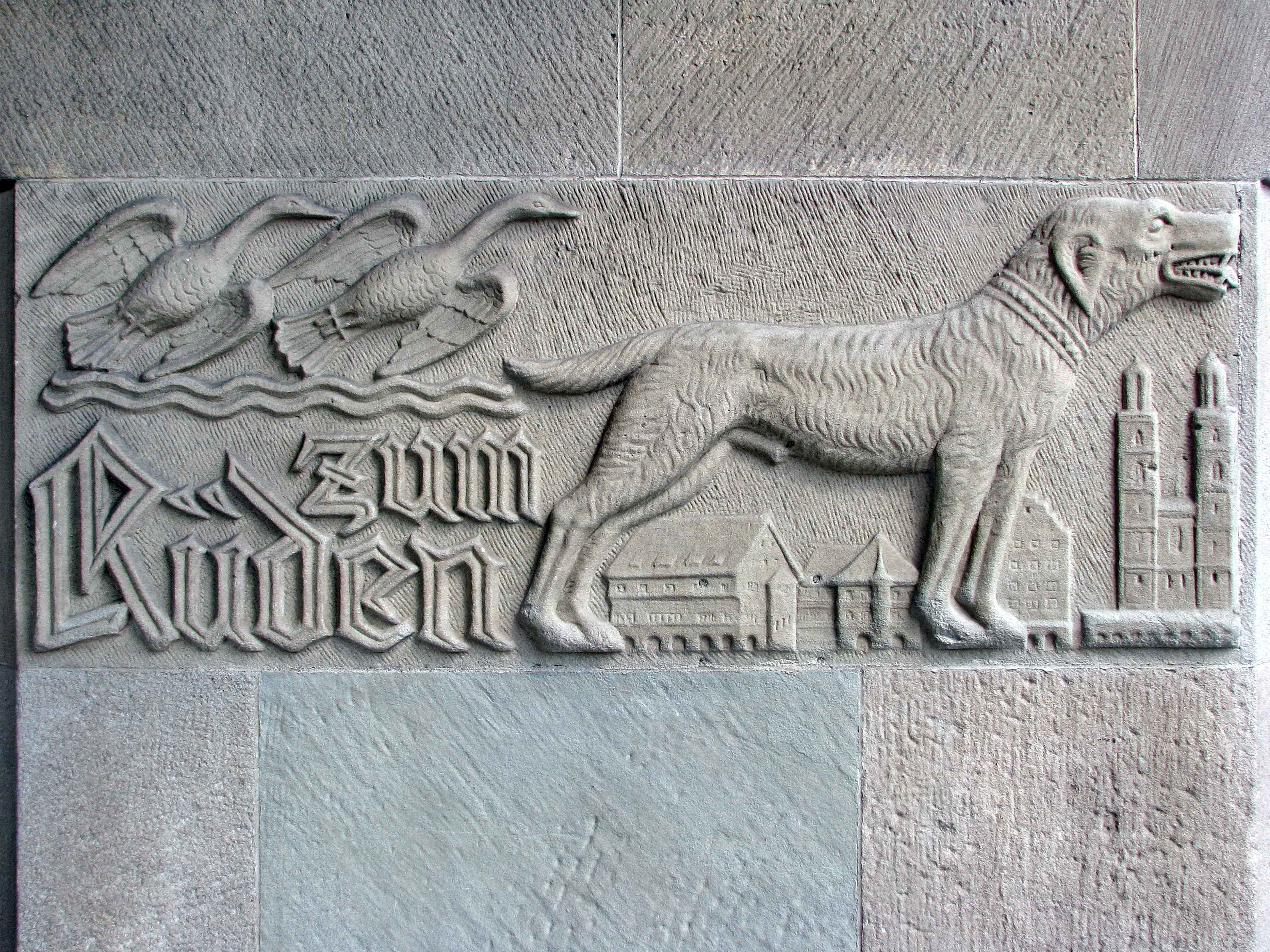
Detailansicht: Der namensgebende Rüde
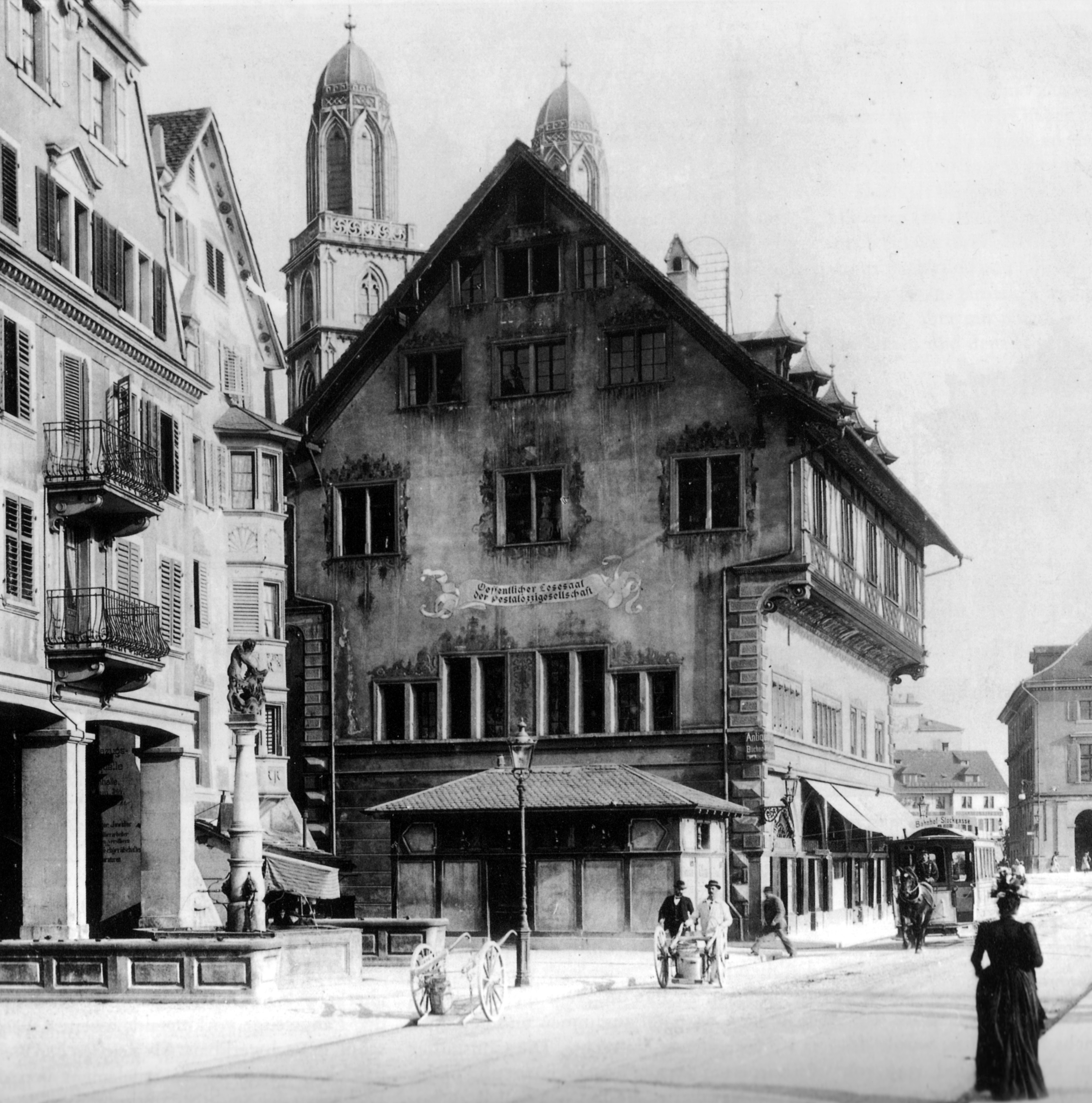
Ansicht vom Rathaus (1898)
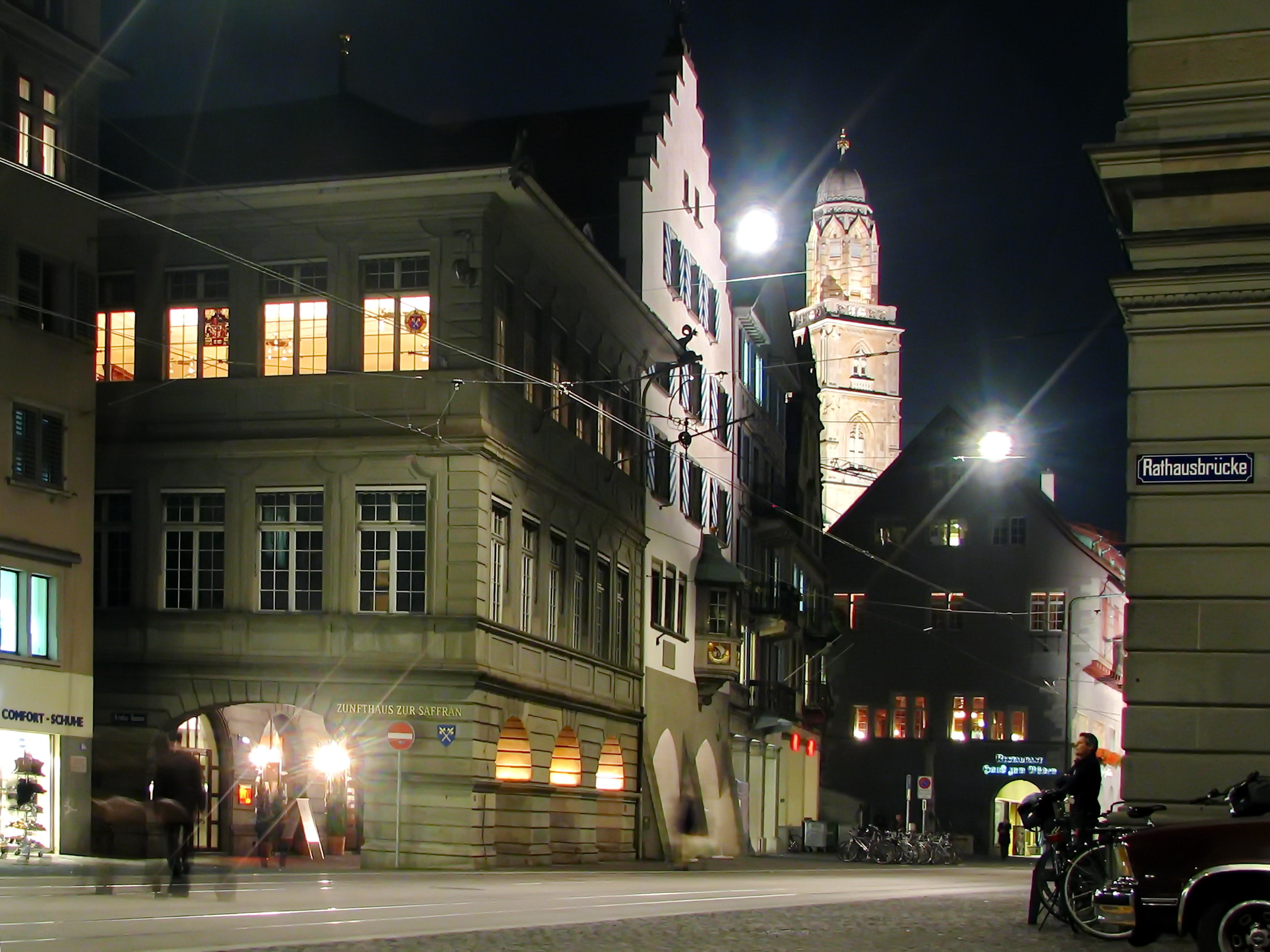
Zunfthäuser «zur Saffran» (links), «zur Haue» (Kämbel) und «zum Rüden». Ganz rechts das Rathaus, im Hintergrund das Grossmünster.
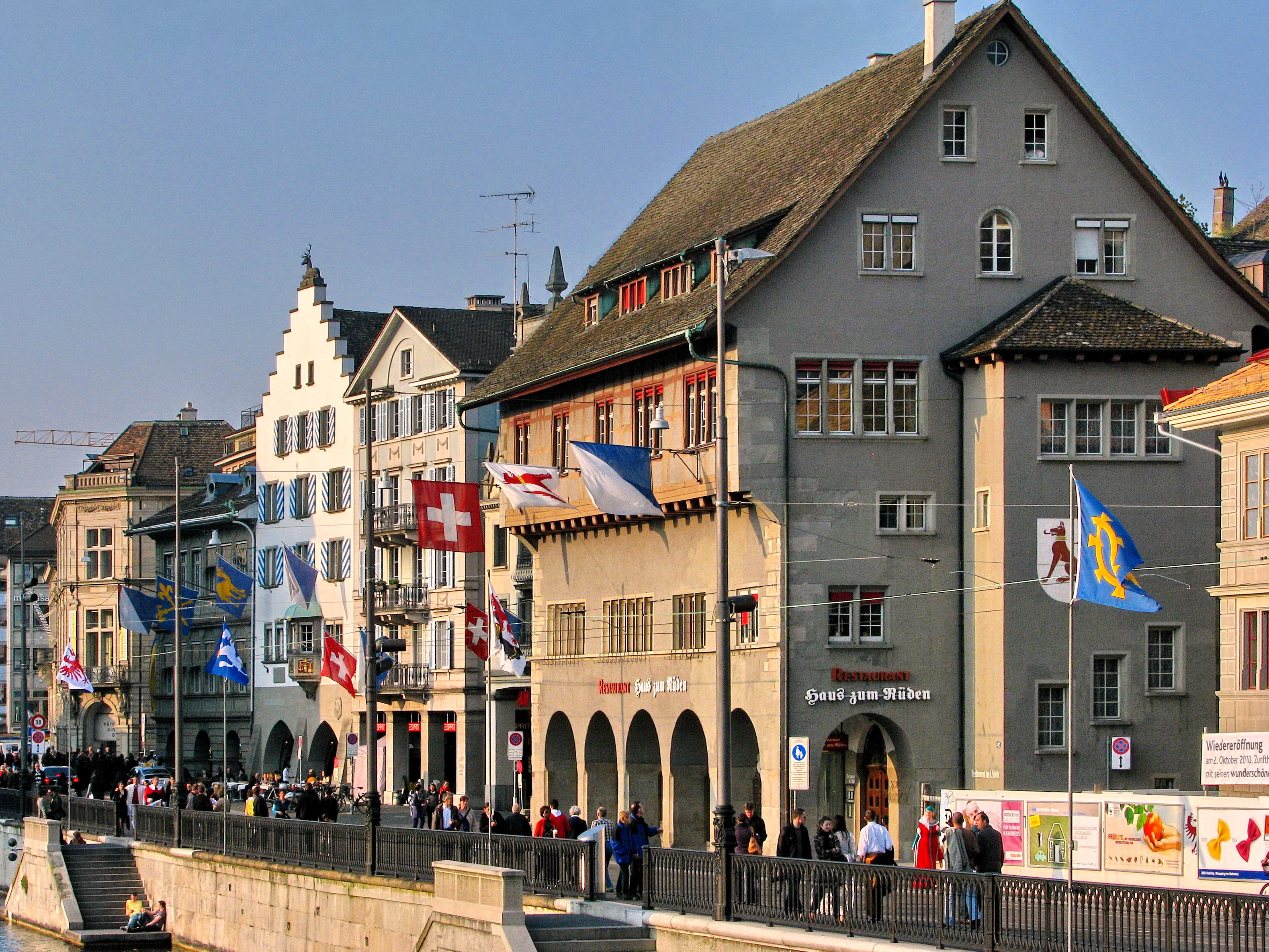
Ansicht von Südosten (2009)
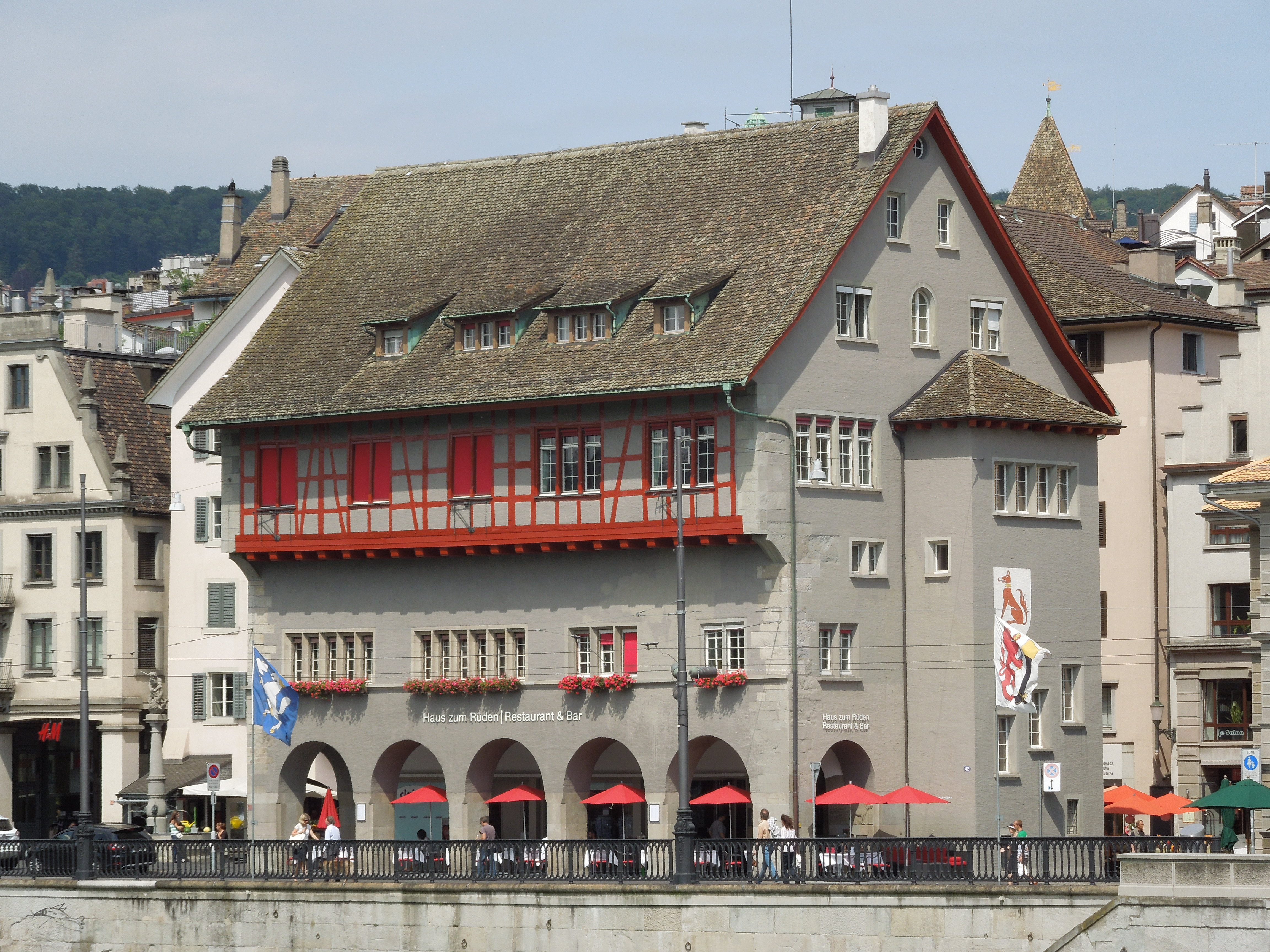
Ansicht nach der Fassadenrenovation 2012